# 加泰羅尼亞—南奧塞梯關係
加泰羅尼亞—南奥塞梯关系，是加泰羅尼亞共和国和南奥塞梯共和國之間建立的非官方外交关系。加泰羅尼亞2017年10月27日宣布脱离西班牙独立，并獲南奥塞梯支持。雖然双方並未建立外交關係，但南奥塞梯在加泰羅尼亞獨立日起於加泰隆尼亞首都巴塞羅那設有一個代表处。

## 历史
2017年10月27日，加泰羅尼亞自治區議會通过独立决议后，南奥塞梯外长德米特里∙梅多耶夫向俄羅斯卫星通讯社表示，南奥塞梯准备好审议承认加泰罗尼亚独立的问题。他说：“我本人刚从巴塞罗那返回，我们在那里设立了代表处。如果收到加泰罗尼亚的相关请求，南奥塞梯领导层将审议承认加泰罗尼亚独立的问题。”
10月31日，西班牙憲法法院宣布撤銷加泰隆尼亞議會在27日所作的獨立宣告，隨後南奧塞梯政府並沒有表明會否承認流亡比利時的共和委員會。